# 오시코토주

오시코토 주의 위치

오시코토주(영어: Oshikoto)는 나미비아 북부에 위치한 주로, 주도는 추메브이며 면적은 26,607km2, 인구는 160,788명(2001년 기준)이다. 북쪽으로는 오항궤나 주, 동쪽으로는 서카방고 주, 남동쪽으로는 오초존주파 주, 남서쪽으로는 쿠네네 주, 서쪽으로는 오샤나 주와 접하며 10개 선거구로 나뉜다.